# Долгани

Національний прапор долган

Долга́ни (самоназви — долган, тиа-кіхі, саха; рос. Долга́ны) — тюркомовний народ чи субетнос якутів, на півночі Сибіру, переважно на Таймирі. Долгани — малочислений народ, який сформувався в лісотундровій зоні Таймиру. Долганська народність склалась у ХІХ — на початку XX ст. з мовно тюркізованих місцевих та прийшлих евенків при мізерній участі якутів, які переселились із басейнів річок Лена і Оленьок, окремих сімейств енців і так званих затундрених селян, які жили тут з першої половини XVII ст. Зі своїми найближчими сусідами з півночі — нганасанами — долгани майже не змішувались. Вважаються найпівнічнішим тюркомовним народом світу.

## Етнічна історія
Долгани — наймолодший народ Півночі і найчисельніше корінне населення Таймиру. Коли на їхні території вперше ступили росіяни (XVII століття), долгани ще не були сформовані як самостійний народ.
Перша згадка про долган як самостійний народ відноситься до 1841 року. Але навіть у ХІХ столітті вони не були досить стійкою спільнотою, адже перевага надавалась виключно родовим зв'язкам, навіть без урахування родинних відносин з іншими підрозділами долган.
Фактичне формування долган відбувалося на півночі Єнісейської губернії у XVII—XIX століттях. Озерно-річковий край Таймиру багатий промисловими ресурсами (дикий олень, птиця, риба, хутрові звірі), був досить привабливим для різних груп населення та сприяв господарсько — культурній взаємодії різних спільнот.
В таких умовах основу долганського народу склали тунгуські роди долган, донгот, едян та каранто, незначну частину склали ілімпійські евенки, що потрапили під якутський вплив. Зовсім малі частки складали тундрові селяни, затундренські якути, оленекські якути та окремі родини енців та ненців. Незважаючи на таке розмаїття груп, долган все ще іноді називають «заякученими тунгусами».

## Антропологічні риси, мова і релігія
В антропологічному плані долгани належать до північно-азійської раси великої монголоїдної раси.
Розмовляють долгани долганською мовою, яка належить до тюркської групи алтайської мовної родини (деякі вчені вважають долганську діалектом якутської мови). За словами Є. І. Убрятової, долганська мова сформувалась у результаті розповсюдження якутської мови серед евенків роду Дулган наприкінці XVI ст., а пізніше серед інших груп евенків.
У долганській мові виділяються норильський, пясинський, авамський, хатангський і попигайський говори.
Долганська мова тривалий час лишалася неписемною, лише наприкінці 1970-х років було створено долганську абетку на базі кирилиці. В 1973 році вийшла перша книга долганською мовою — збірник віршів «Бараксан» Огдо Аксьонової, а в 1984 році з'явився долганський буквар.
За віросповіданням долгани хоча і вважаються номінально православними, дотепер зберігають шаманські культи.

## Дані з історії і традиційного господарства
Час формування долганського етносу вчені відносять до періоду наприкінці XVIII — на початку XIX століть. Ядром долганської народності стали представники деяких родів якутів, поякучених евенків, нганасан, росіяни тощо.
Розвинуті ремесла і декоративно-ужиткове мистецтво: виготовлення прикрас з бісеру, орнаментація одягу та взуття оленячим хутром і бісером. Поширеним є різьбярство на оленячій та мамонтовій кістці: оздоблення оленячої упряжі, держаків ножів, інших інструментів тощо.
Господарство долганів увібрало в себе ознаки всіх вищезгаданих етносів і включало рибальство, оленярство, мисливство. Порівняно з сусідніми народами, воно мало більш виражений товарний характер. В оленярстві долганів також об'єднались традиції різних народів. Вони вміли використовувати оленів під сідло, як евенки, и тримали пастухових собак, які гнали оленів, як це робили ненці і нганасани. Жінки-долганки були відмінними майстринями з шиття національного одягу та прикрашання оленячої збруї.

## Побут і культура
Основа традиційного раціону долганів — оленина, сира, морожена або варена. Рибу споживали сирою, мороженою (струганина), а також вареною. Їли також м'ясо птиці, цибулю (зазвичай покупна) та корінці деяких рослин.
Російські козаки, що принесли з собою в регіон православ'я, давали долганам при хрещенні свої або на російський лад прізвища: Кудряков, Жарков, Чуприн, Поротов. Ці прізвища зберігаються і до нашого часу.
У долганів розвинутий фольклор, у якому простежуються якутські (сказання-билини) і російські (казки) впливи. Танцювальне мистецтво має риси взаємовпливів з евенкійською культурою (хороводний танець хейро).
У побуті жінки переважно носять якутський одяг, який, на відміну від долганського одягу, був більш декорований, що цілком відповідає долганським традиціям.
Житло долган також досить різноманітне. Це можуть бути російські хати, якутські балагани, тунгусські чого або голомо. Долгани-оленяри як мобільне житло використовують нартовий чум-балок — каркасне житло, що покрите шкурами оленів і стоїть на оленячих нартах.

## Сучасний стан
Чисельність долганів досить швидко росте. Наразі вона становить близько 7 тисяч жителів. У Таймирському автономному окрузі проживає близько чверті всіх долганів. Вони живуть майже в усіх селищах округу, а в Хатанзькому районі становлять основну частину населення.
Серед долганів Хатанзького району виділяється населення двох найсхідніших його сільських адміністрацій — Синдаськовської і Попигайської, яке підтримує постійні господарські, шлюбні і культурні зв'язки з жителями Анабарського улусу Республіки Саха (Якутія). Тільки тут, а також у сусідньому адміністративному селищі Новорибне, збереглось основне джерело долганського оленярства.
В західній частині Таймирського округу біля берегів річки Єнісей долганів небагато. Їх окремі сім'ї входять до складу деяких територіальних груп корінного населення цієї території і займаються оленярством разом з ненцями та енцями. Переважають долгани тільки в одному селищі — Левинські піски, населення якого зараз не пов'язане з оленярством.

## Країни проживання і чисельність
Долгани — один з корінних народів півострову Таймир на півночі Сибіру (Таймирський район Красноярського краю РФ), де представників народу проживає в наш час (2000-ні) бл. 5 тис. осіб. Загалом у Росії за даними перепису населення 2010 року проживало 7885 долганів".
Після розпаду СРСР, у пострадянських державах лишилися жити представники різноманітних народів, відірвані від земель своїх історичних батьківщин. Зокрема, перепис населення в Україні 2001 року зафіксував проживання у країні 26 осіб долганської національності, з яких рідною долганську вказали лише 4 особи, ще 2 особи вважали рідною українську, решта — переважно російську та якутську (відповідно 10 і 7 осіб).
Чисельність Долганів
у /СРСР/Росії:

## Виноски
1. ↑  Результати перепису населення Російської Федерації 2010 року (національний склад) [Архівовано 4 грудня 2013 у Wayback Machine.] (рос.)
2. ↑  Всеукраїнський перепис населення 2001 року / Національний склад населення, громадянство / Розподіл населення за національністю та рідною мовою[недоступне посилання з травня 2019]
3. ↑  Всесоюзная перепись населения 1926 года.Национальный состав населения по республикам СССР. «Демоскоп». Архів оригіналу за 22 травня 2011. Процитовано 6 березня 2012.
4. ↑  Всесоюзная перепись населения 1970 года. Национальный состав населения по республикам СССР. «Демоскоп». Архів оригіналу за 4 червня 2011. Процитовано 6 березня 2012.
5. ↑  Всесоюзная перепись населения 1979 года. Национальный состав населения по республикам СССР. «Демоскоп». Архів оригіналу за 5 березня 2012. Процитовано 6 березня 2012.
6. ↑  Всесоюзная перепись населения 1989 года. Национальный состав населения по республикам СССР. «Демоскоп». Архів оригіналу за 16 березня 2010. Процитовано 6 березня 2012.
7. ↑  Всероссийская перепись населения 2002 года. Национальный состав населения по регионам России. «Демоскоп». Архів оригіналу за 22 червня 2011. Процитовано 6 березня 2012.